# Giro di Svizzera femminile 2024
Il Giro di Svizzera femminile 2024 (nome ufficiale 2024 Tour de Suisse Women), nona edizione della gara, valevole come ventesima prova dell'UCI Women's World Tour 2024, si svolse dal 15 al 18 giugno 2024 su un percorso 327,4 km, suddiviso in 4 tappe, con partenza da Villars-sur-Ollon ed arrivo a Champagne, in Svizzera. La vittoria fu appannaggio dell'olandese Demi Vollering, che completò il percorso in 9h03'17", precedendo l'australiana Neve Bradbury e l'italiana Elisa Longo Borghini.
Sul traguardo di Champagne 66 cicliste, su 101 partite da Villars-sur-Ollon, portarono a termine la competizione.

## Tappe
| Tappa  | Data      | Percorso                                      | km    | Vincitore di tappa | Leader cl. generale |
| ------ | --------- | --------------------------------------------- | ----- | ------------------ | ------------------- |
| 1ª     | 15 giugno | Villars-sur-Ollon > Villars-sur-Ollon         | 58,6  | Demi Vollering     | Demi Vollering      |
| 2ª     | 16 giugno | Aigle > Villars-sur-Ollon (cron. individuale) | 15,7  | Demi Vollering     | Demi Vollering      |
| 3ª     | 17 giugno | Vevey > Champagne                             | 125,6 | Neve Bradbury      | Demi Vollering      |
| 4ª     | 18 giugno | Champagne > Champagne                         | 127,5 | Demi Vollering     | Demi Vollering      |
| Totale | Totale    | Totale                                        | 327,4 |                    |                     |

## Squadre e cicliste partecipanti
| N.    | Cod. | Squadra                 |
| ----- | ---- | ----------------------- |
| 1-6   | SDW  | Team SD Worx-Protime    |
| 11-16 | CSR  | Canyon-SRAM Racing      |
| 21-25 | FST  | FDJ-Suez                |
| 31-36 | FED  | Fenix-Deceuninck        |
| 41-46 | LTK  | Lidl-Trek               |
| 51-56 | LAJ  | Liv AlUla Jayco         |
| 61-66 | CGS  | Roland                  |
| 71-76 | DFP  | DSM-Firmenich PostNL    |
| 81-86 | TVL  | Team Visma-Lease a Bike |

| N.      | Cod. | Squadra                    |
| ------- | ---- | -------------------------- |
| 91-96   | UAD  | UAE Team ADQ               |
| 101-106 | ARA  | ARA Skip Capital           |
| 111-116 | BPK  | BePink-Bongioanni          |
| 121-126 | TBL  | Team Bridgelane WE         |
| 131-136 | EOC  | EF-Oatly-Cannondale        |
| 141-146 | AUB  | St Michel-Mavic-Auber93 WE |
| 151-156 | TCW  | Tashkent City Women Prof.  |
| 161-166 | VWT  | VolkerWessels Pro Cycling  |
| 171-176 | SUI  | Selezione svizzera         |

## Dettagli delle tappe

### 1ª tappa
- 15 giugno: Villars-sur-Ollon > Villars-sur-Ollon – 58,6 km

Risultati
| Pos. | Corridore      | Squadra   | Tempo    |
| ---- | -------------- | --------- | -------- |
| 1    | Demi Vollering | SD Worx   | 1h47'10" |
| 2    | Gaia Realini   | Lidl-Trek | a 22"    |
| 3    | Elise Chabbey  | Canyon    | a 46"    |

| Pos. | Corridore      | Squadra   | Tempo    |
| ---- | -------------- | --------- | -------- |
| 1    | Demi Vollering | SD Worx   | 1h47'00" |
| 2    | Gaia Realini   | Lidl-Trek | a 26"    |
| 3    | Elise Chabbey  | Canyon    | a 49"    |

### 2ª tappa
- 16 giugno: Aigle > Villars-sur-Ollon – Cronometro individuale – 15,7 km

Risultati
| Pos. | Corridore            | Squadra   | Tempo  |
| ---- | -------------------- | --------- | ------ |
| 1    | Demi Vollering       | SD Worx   | 39'47" |
| 2    | Elisa Longo Borghini | Lidl-Trek | a 18"  |
| 3    | Kim Cadzow           | EF-Oatly  | a 26"  |

| Pos. | Corridore            | Squadra   | Tempo    |
| ---- | -------------------- | --------- | -------- |
| 1    | Demi Vollering       | SD Worx   | 2h26'47" |
| 2    | Elisa Longo Borghini | Lidl-Trek | a 1'26"  |
| 3    | Gaia Realini         | Lidl-Trek | a 1'28"  |

### 3ª tappa
- 17 giugno: Vevey > Champagne – 125,6 km

Risultati
| Pos. | Corridore            | Squadra | Tempo    |
| ---- | -------------------- | ------- | -------- |
| 1    | Neve Bradbury        | Canyon  | 3h16'36" |
| 2    | Katarzyna Niewiadoma | Canyon  | s.t.     |
| 3    | Femke de Vries       | Visma   | a 1'55"  |

| Pos. | Corridore            | Squadra   | Tempo    |
| ---- | -------------------- | --------- | -------- |
| 1    | Demi Vollering       | SD Worx   | 5h45'34" |
| 2    | Neve Bradbury        | Canyon    | a 1'22"  |
| 3    | Elisa Longo Borghini | Lidl-Trek | a 1'26"  |

### 4ª tappa
- 18 giugno: Champagne > Champagne – 127,5 km

Risultati
| Pos. | Corridore            | Squadra   | Tempo    |
| ---- | -------------------- | --------- | -------- |
| 1    | Demi Vollering       | SD Worx   | 3h17'53" |
| 2    | Elisa Longo Borghini | Lidl-Trek | s.t.     |
| 3    | Neve Bradbury        | Canyon    | s.t.     |

| Pos. | Corridore            | Squadra   | Tempo    |
| ---- | -------------------- | --------- | -------- |
| 1    | Demi Vollering       | SD Worx   | 9h03'17" |
| 2    | Neve Bradbury        | Canyon    | a 1'28"  |
| 3    | Elisa Longo Borghini | Lidl-Trek | a 1'30"  |

## Classifiche finali

### Classifica generale - Maglia gialla (top 10)
| Pos. | Corridore            | Squadra   | Tempo    |
| ---- | -------------------- | --------- | -------- |
| 1    | Demi Vollering       | SD Worx   | 9h03'17" |
| 2    | Neve Bradbury        | Canyon    | a 1'28"  |
| 3    | Elisa Longo Borghini | Lidl-Trek | a 1'30"  |
| 4    | Katarzyna Niewiadoma | Canyon    | a 2'24"  |
| 5    | Juliette Labous      | DSM       | a 3'47"  |
| 6    | Antonia Niedermaier  | Canyon    | a 4'11"  |
| 7    | Gaia Realini         | Lidl-Trek | a 5'33"  |
| 8    | Kim Cadzow           | EF-Oatly  | a 5'44"  |
| 9    | Urška Žigart         | Liv AlUla | a 6'00"  |
| 10   | Évita Muzic          | FDJ-Suez  | a 6'49"  |

### Classifica a punti - Maglia nera (top 5)
| Pos. | Corridore            | Squadra   | Tempo |
| ---- | -------------------- | --------- | ----- |
| 1    | Demi Vollering       | SD Worx]  | 36    |
| 2    | Elisa Longo Borghini | Lidl-Trek | 22    |
| 3    | Neve Bradbury        | Canyon    | 20    |
| 4    | Katarzyna Niewiadoma | Canyon    | 12    |
| 5    | Femke de Vries       | Visma     | 10    |

### Classifica scalatori - Maglia rossa (top 5)
| Pos. | Corridore           | Squadra   | Tempo |
| ---- | ------------------- | --------- | ----- |
| 1    | Elise Chabbey       | Canyon    | 24    |
| 2    | Gaia Realini        | Lidl-Trek | 18    |
| 3    | Antonia Niedermaier | Canyon    | 9     |
| 4    | Demi Vollering      | SD Worx   | 9     |
| 5    | Neve Bradbury       | Canyon    | 7     |

### Classifica giovani - Maglia bianca (top 5)
| Pos. | Corridore           | Squadra   | Tempo    |
| ---- | ------------------- | --------- | -------- |
| 1    | Neve Bradbury       | Canyon    | 9h04'45" |
| 2    | Antonia Niedermaier | Canyon    | a 2'43"  |
| 3    | Gaia Realini        | Lidl-Trek | a 4'05"  |
| 4    | Kim Cadzow          | EF-Oatly  | a 4'16"  |
| 5    | Évita Muzic         | FDJ-Suez  | a 5'21"  |

### Classifica a squadre
| Pos. | Squadra              | Tempo     |
| ---- | -------------------- | --------- |
| 1    | Canyon-SRAM Racing   | 27h12'24" |
| 2    | Lidl-Trek            | a 5'00"   |
| 3    | Liv AlUla Jayco      | a 23'44"  |
| 4    | Visma-Lease a Bike   | a 25'17"  |
| 5    | DSM-Firmenich PostNL | a 29'47"  |